# Rose sfogliate dalla tempesta
Rose sfogliate dalla tempesta (Rosen, die der Sturm entblättert) è un film muto del 1917 diretto da Kurt Matull e interpretato da Pola Negri che si era trasferita da poco in Germania dalla natìa Polonia.

## Produzione
Il film fu prodotto nel 1917 dalla Saturn-Film AG (Berlin).

## Distribuzione
Uscì in sala nel 1918. In Italia venne distribuito dalla Orlandini nel 1921.